# Lychnopsis
Lychnopsis is een geslacht van uitgestorven weekdieren uit de klasse van de Gastropoda (slakken).

## Soort
- Lychnopsis bofilli Vidal, 1917 †